# CSIRAC

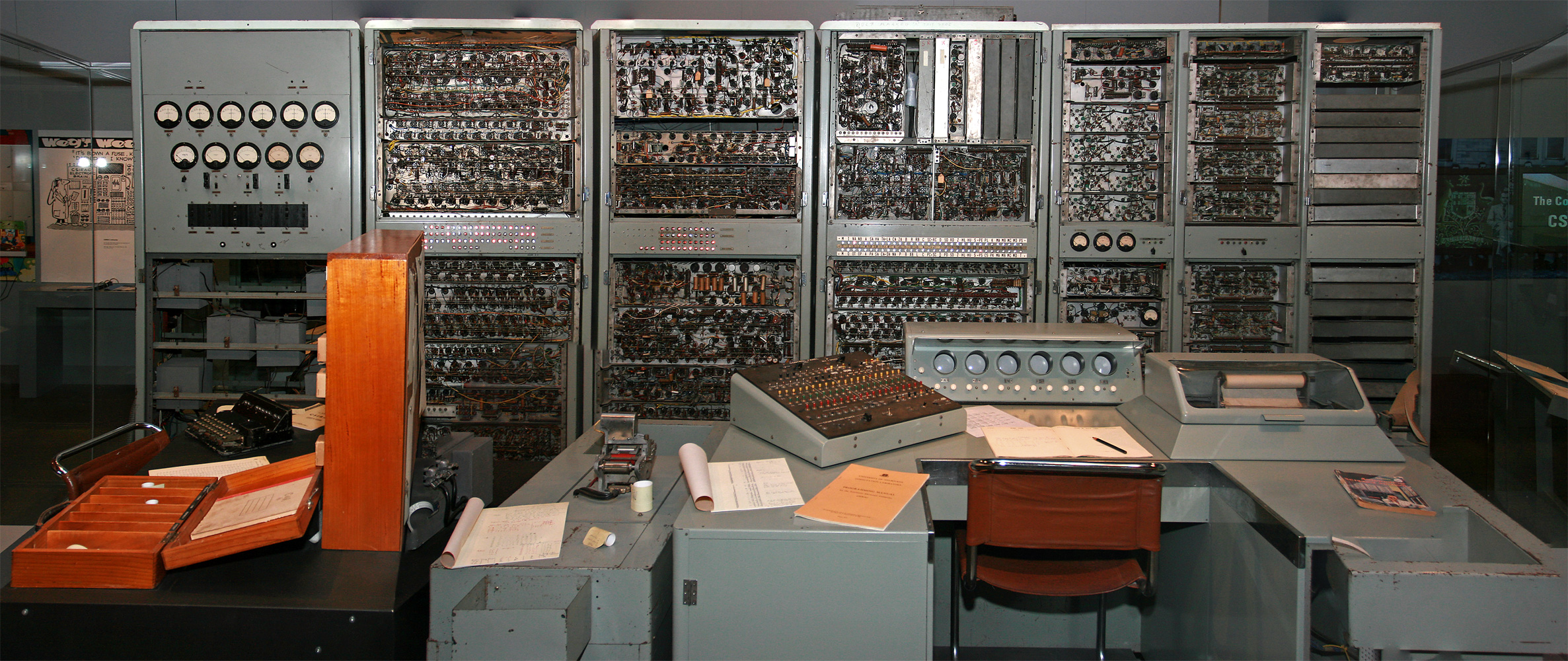
CSIRAC в Мельбурнском музее

CSIRAC (аббр. от англ. Council for Scientific and Industrial Research Automatic Computer, Автоматический компьютер Совета по научным и промышленным исследованиям) — первая австралийская цифровая ЭВМ и четвёртая в мире ЭВМ с хранимой в памяти программой. Первоначально был известен как CSIR Mk 1. Первый компьютер, на котором исполнялась цифровая музыка и единственный уцелевший компьютер первого поколения.
CSIRAC был спроектирован группой под руководством Тревора Пирси и Мастона Берда, работавшей в большой мере независимо от подобных работ в Европе и США, и выполнил свою первую тестовую программу где-то в ноябре 1949 года.
Машина является характерным представителем первого лампового поколения компьютеров. В качестве основного хранилища данных использовались ртутные линии задержки, с типичной ёмкостью в 768 20-битных слов (позже удвоенной) дополненной параллельными дисковым запоминающим устройством с общей ёмкостью в 1024-слова и временем доступа 10 мс. Память работала на частоте 1000 Гц, а устройство управления, синхронизированное с частотой, требовало 2 цикла для выполнения команды (позднее скорость была удвоена до 1 цикла на команду). Шина, называвшаяся в этом проекте «цифровой магистралью», примечательна по сравнению с большинством компьютеров тем, что была последовательной, то есть передавала один бит за раз. Система команд была минимальной, но поддерживала основные арифметические и логические операции, а также условный и безусловный переходы, что делало возможным написание библиотеки подпрограмм.
Ввод данных в машину осуществлялся посредством перфоленты, после безуспешных экспериментов с перфокартами. Машина управлялась через консоль (пульт), которая позволяла пошагово исполнять программы и специальным ЭЛТ-монитором, на котором отображалось состояние регистров. Вывод данных осуществлялся на стандартный телетайп или перфоленту.
Этот компьютер, как и все машины того времени, не имел операционной системы. В 1960 году Джефф Хилл разработал высокоуровневый интерпретируемый язык программирования INTERPROGRAM. Он был похож на ранние разновидности BASIC, который был разработан в 1963 году для 20-битных транзисторных компьютеров семейства GE-200.
В 1950 или 1951 году CSIRAC использовался для исполнения музыки, что стало первым известным случаем использования цифровой ЭВМ в подобных целях. Эта музыка никогда не была записана, но была аккуратно реконструирована.

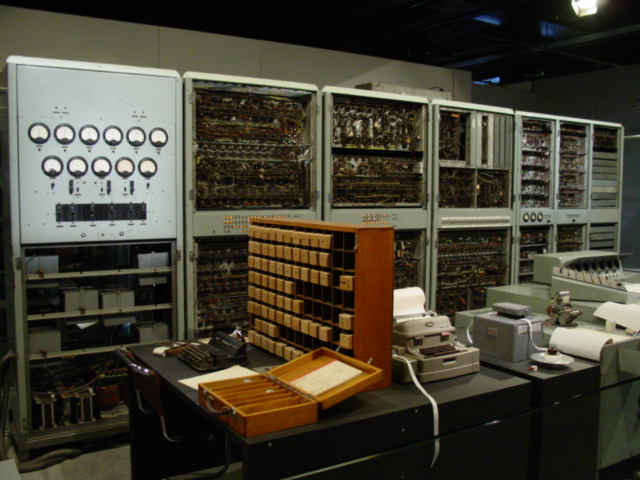
CSIRAC, вид сбоку

В 1955 году после решения CSIR, что компьютерные исследования находятся вне области их интересов, машина была перевезена из радофизической лаборатории CSIR в Сиднее в Университет Мельбурна, где к концу 1956 года сформировалось единственное австралийское академическое вычислительное предприятие. Многие новаторы в использовании компьютеров в Австралии получили свой опыт работы с компьютерами именно здесь.
Большинство из приблизительно 2000 электронных ламп в CSIRAC были типов 6SN7, 6SN7, 6V6, диоды EA50 и KT66. Позднее Джордж Семкив модернизировал электронику считывания с барабана, используя германиевые транзисторы.
В 1964 году CSIRAC был выключен навсегда. Его историческое значение было оценено уже в то время, и он был помещён в хранилище с планами его позднейшей демонстрации в музее.
Компьютер хранился на складе в течение 1960-1970-х годов, до выставления напоказ в техническом колледже Каулфилда (англ.) с 1980 по 1992 год, после чего вновь был отправлен на склад.
Интерес к CSIRAC возродился в 1990-х, когда оказалось, что многие из его разработчиков уже состарились и драгоценная история утеряна навсегда. В 1996 году была проведена конференция по этой вычислительной машине.
Окончательно постоянное пристанище компьютер нашёл в Мельбурнском музее в 2000 году. Он не работал с момента отключения, но сохранились многие программы, работавшие на нём и для них был написан эмулятор. Кураторы решили не восстанавливать работоспособность, так как помимо стоимости восстановления, огромное количество замен вышедших из строя деталей и узлов, требующееся чтобы сделать его работу надёжной (CSIRAC для работы требует 30 кВт электроэнергии) уменьшит его историческую аутентичность.
CSIRAC включён в Реестр наследия штата Виктория и в перечень Heritage Overlay.